# 덕원예술고등학교
덕원예술고등학교(德源藝術高等學校)는 대한민국 서울특별시 강서구 내발산동에 있는 사립 고등학교이다. 

## 학교 연혁
- 1977년 : 학교법인 우진학원 설립인가, 초대 이사장 이중근 취임
- 1991년 : 덕원예술고등학교 설립 인가(무용 1학급, 음악 2학급, 미술 2학급)
- 1992년 : 제1대 최양식 교장 취임
- 1992년 : 덕원예술고등학교 개교, 입학식(무용과 50명, 음악과 100명, 미술과 100명 총 250명)
- 1992년 : 특수 목적 고등학교로 지정
- 1994년 : 교사 증축 준공(특별실 18실)
- 1995년 : 제1회 졸업식
- 2001년 : 특별실 신축 건물 완공 (특별실 28실)
- 2009년 : 본관 교사 개축 준공
- 2016년 : 학교 법인 우정학원으로 변경
- 2016년 : 학교 법인 우정학원 이사장에 나길순 취임
- 2023년 : 제29회 졸업식(총 졸업생 수 6,876명)
- 2023년 : 제5대 이영철 교장 취임
- 2023년 : 제32회 입학식

## 설치 학과
- 무용과
- 음악과
- 미술과

## 참고 자료
- 덕원예술고등학교 - 한국교육학술정보원 학교알리미